# Chen Daoming
Chen Daoming (chiń. upr. 陈道明, chiń. trad. 陳道明, pinyin Chén Dàomíng; ur. 26 kwietnia 1955 w Tiencinie) – aktor telewizyjny i filmowy, zdobył rozgłos dzięki serialowi The Last Emperor, osnutym na życiu ostatniego cesarza Chin, który przyniósł mu wiele prestiżowych nagród. Należy do grona najpopularniejszych aktorów ChRL. 

## Filmografia
- Flying Snowstorm (Jin Ye You Bu Feng Xue) (1982)
- One and Eight (1983)
- Snuff Bottle (1985)
- Blood Evidence (Tao Cheng Xue Zheng) (1986)
- Evil Empress (1987)
- The Eight Battalions (Ba Qi Zi Di) (1989)
- Justice Guan (1990)
- Dance Fever (1995)
- Peach Blossom (1995)
- My 1919 (1999)
- Hero (2003)